# ニトベギク属
ニトベギク属（にとべぎくぞく）は、キク科キク亜科ヒマワリ連の属である。学名チトニア Tithonia。
南西アメリカから中央アメリカ、特にメキシコに自生する。一年生または多年生の、草本または低木。花卉として栽培される。

## 種
Wikispeciesより。より多くの種を認める説もある。
- Tithonia calva Sch.Bip.
- Tithonia diversifolia (Hemsl.) A.Gray ニトベギク
- Tithonia rotundifolia (Mill.) S.F.Blake メキシコヒマワリ